# 630

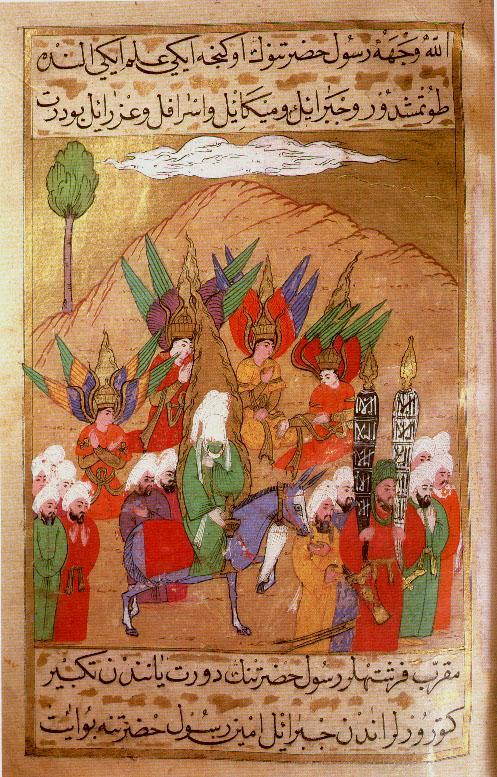
Mohammed reist op een ezel naar Mekka

Het jaar 630 is het 30e jaar in de 7e eeuw volgens de christelijke jaartelling.

## Gebeurtenissen

### Byzantijnse Rijk
- 21 maart - Keizer Herakleios brengt tijdens een triomfantelijke intocht het Heilige Kruis (relikwie van het christendom) terug naar Jeruzalem. De Byzantijnse autoriteit in het oostelijke Middellandse Zeegebied wordt hersteld.

### Brittannië
- Koning Penda van Mercia belegert de stad Exeter (Zuidwest-Engeland). Koning Cadwallon van Gwynedd landt met een invasiemacht op de kust van Wessex en sluit een alliantie met Penda. (waarschijnlijke datum)

### Europa
- De Franken onder leiding van koning Dagobert I breiden hun rijk verder uit. Het gebied ten zuiden van de (Oude) Rijn wordt op de Friezen verovert. Frankische missionarissen bouwen in Utrecht een kerk (de latere Dom).

### Perzië
- Hormazd V (630-632) volgt Boran (dochter van Khusro II) op als koning (sjah) van het Perzische Rijk. Hij onderhoudt diplomatieke betrekkingen met Constantinopel.

### Arabië
- 11 december - Een moslim leger (10.000 man) onder bevel van Mohammed verschijnt voor de poorten van Mekka (Saoedi-Arabië). De stad wordt bijna zonder geweld ingenomen, de Mekkanen bekeren zich tot de islam.
- Mohammed laat de Kaäba (religieus centrum) zuiveren van 360 afgodsbeelden. De bedevaart naar Mekka, de hadj, wordt verplicht voor alle gelovigen. Karavanen kunnen onder de islam hun handelsexpedities hervatten.

### Azië
- Xuanzang, Chinese boeddhistische monnik, trekt door de Gobi woestijn en komt aan in Turpan (Noord-China). Hij reist westwaarts via de Theravada kloosters (Kuqa).

## Religie
- Er ontstaat een theologisch conflict tussen de Byzantijnse Kerk en de aanhangers van het monofysitisme. Het standpunt, geformuleerd door het Concilie van Chalcedon, wordt een schisma omtrent de 'natuur' van Christus.
- Sergius I, patriarch van Constantinopel, brengt een verzoening tot stand en sluit met de aanhangers van het monofysitisme een compromis. De nieuwe leer wordt goedgekeurd door paus Honorius I. (waarschijnlijke datum)
- De Abdij van Fleury (Centre-Val de Loire) wordt gesticht door de Benedictijnen. De basiliek van de abdij wordt in romaanse architectuur gebouwd, de crypte bevat de relikwieën van Benedictus. (waarschijnlijke datum)

## Geboren
- Aldegonda van Maubeuge, Frankisch abdis (overleden 684)
- Constans II, keizer van het Byzantijnse Rijk (overleden 668)
- Ibrahim, zoon van Mohammed (waarschijnlijke datum)
- Reinildis, Frankisch pelgrim (waarschijnlijke datum)
- Sigibert III, koning van Austrasië (waarschijnlijke datum)
- Theodo II, hertog van Beieren (waarschijnlijke datum)
- Trudo, Frankisch priester en heilige (waarschijnlijke datum)

## Overleden
- 8 april - Chlotharius II, koning van de Franken (waarschijnlijke datum)